# هداده
هدادة هو مركزٌ إداريٌ تابعٌ لمحافظة بدر الجنوب بمنطقة نجران في السعودية.

## الموقع
تقع في الجزء الشمالي الغربي من منطقة نجران وتبعد حوالي 90كم عن مقر إمارة نجران ويحدها من الشرق مركز الحرشف ومن الشمال مركز الخانق ومن الغرب الحدود الإدارية مع منطقة عسير (محافظة ظهران الجنوب) ومن الجنوب مركز عاكفة، وتعتبر هدادة من المراكز ذات الطابع المهم في موقعها.

## التاريخ
منذ العصور القديمة، أخذت هذه القرية مكان تجاري، وذلك لموقعها الهام التي تقع بين مدينة عسير وبين بعض مدن اليمن، إذ كان التجار يمرون بهذه القرية، لذا بدأت العلاقات الحميمة بين أبناء هذه القرية وبين المدن الآخرى، وخاصة قبائل وادعة في ظهران الجنوب.

## السكان
يبلغ تعداد سكان مركز هدادة حوالي 5000 نسمة.

## المعالم السياحية
يعتبر مركز هدادة من المراكز السياحية والأثرية والتي تجذب السياح لها من داخل المنطقة وخارجها.
وقرية هداده يوجد فيها منتزه (موعاه) الذي يعتبر من أجمل المنتزهات في منطقة نجران، إذ إنه يجذب عدد من المصيفين ومحبي السفر وكبار الشخصيات للمنطقة، وكذلك سد وادي هدادة والذي يتم إنشاءه حديثاً.
وهناك العديد من الأثار والمعالم السياحية والقلاع والتي يعود تاريخها إلى الآف السنين ومنها مسجد خالد بن الوليد على خط هدادة.

ويشتهر في قرية هداده زراعة النخيل والحمضيات، أما المناخ فيها فهو معتدل طوال السنة مع هطول اللأمطار في فصل الصيف. 